# Cardiophorus witzgalli
Cardiophorus witzgalli is een keversoort uit de familie kniptorren (Elateridae). De wetenschappelijke naam van de soort is voor het eerst geldig gepubliceerd in 2002 door Platia & Gudenzi.